# HIStory World Tour

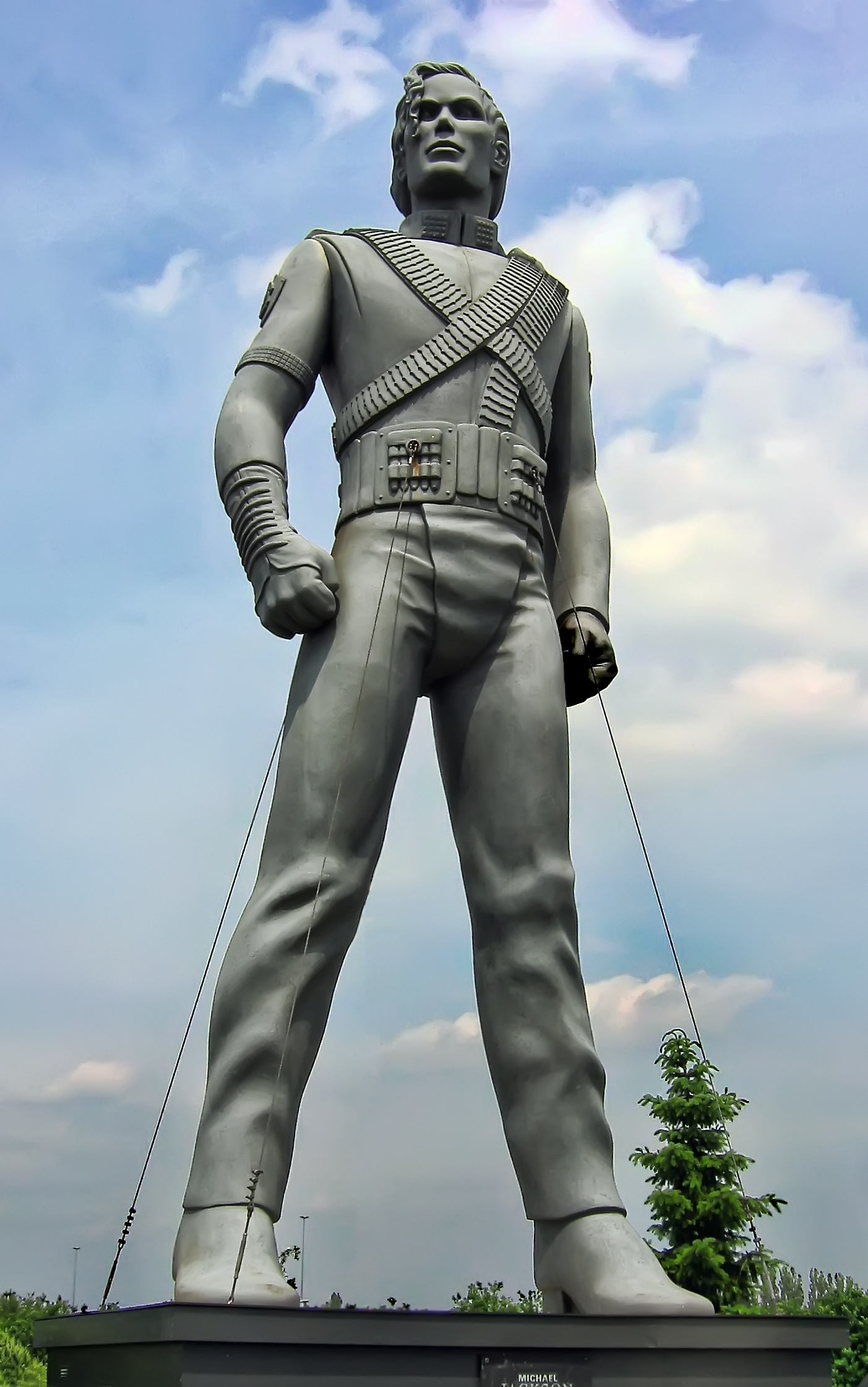
Statuia lui Michael Jackson în cadrul turneului

Turneul Mondial History a fost al treilea și ultimul turneu susținut de către cântărețul american Michael Jackson. Acesta a susținut în turneu 82 de concerte, la care au participat aproximativ 4,5 milioane de fani, ceea ce face ca History World Tour să fie cel mai mare turneu organizat vreodată de un cântăreț solo. Turneul s-a desfășurat între anii 1996 - 1997, cu opriri în 58 de orașe din 35 de țări de pe 5 continente: Europa, Africa, Asia, Oceania și America de Nord.

## Concertul Regal din Brunei
Înainte de începutul turneului, pe data de 16 iulie 1996, Jackson a susținut un concert în Brunei, în fața a 60.000 de fani. Acesta a fost organizat cu ocazia zilei de naștere a sultanului din Brunei, Hassanal Bolkiah, unde a participat și familia regală. Mare parte a concertului seamănă cu concertele susținute de Jackson în Dangerous World Tour (1992-1993), mai ales ținuta lui și scena, păstrând detaliile din turneul History secrete. Concertul a marcat partea de debut a melodiilor You Are Not Alone și Earth Song, dar și încheierea melodiilor Jam, Human Nature, I just can't stop loving you și She's out of my life.

## Prima etapă (1996)
Michael Jackson a început turneul cu concertul din Praga, concertul fiind unul dintre cele mai mari ale lui Jackson. Pe 14 septembrie 1996, acesta susține al doilea concert în România, primul fiind ținut pe data de 1 octombrie 1992, în cadrul turneului Dangerous World Tour în fața a 70.000 de fani, de data aceasta fiind tot 70.000.

## A doua etapă (1997)
A doua etapa a început pe data de 31 mai 1997, în Bremen, Germania pe celebrul stadion Weserstadion. Pe data de 8 august 1997, Jackson trebuia să susțină un concert în Ljubljana, Slovenia, dar acesta a fost anulat, datorită vânzării proaste de bilete (fiind singurul concert anulat în cadrul turneului). Pe data de 4 iulie 1997, Jackson a susținut cel mai mare concert al turneului, în München, Germania. Acesta a cântat piese vechi ca Billie Jean, Thriller și Beat It, dar și piese noi ca Scream, You Are Not Alone, Earth Song și History.

## Concertele din cadrul turneului
| Nr.                 | Data                           | Ṭara                       | Oraș                | Stadion                  | Spectatori |
| ------------------- | ------------------------------ | -------------------------- | ------------------- | ------------------------ | ---------- |
| Prima Etapa (1996)  |                                |                            |                     |                          |            |
| Europa              |                                |                            |                     |                          |            |
| 1                   | 7 septembrie                   | Cehia                      | Praga               | Letna Park               | 127.000    |
| 2                   | 10 septembrie                  | Ungaria                    | Budapesta           | Népstadion               | 050.000    |
| 3                   | 14 septembrie                  | România                    | București           | Stadionul Lia Manoliu    | 070.000    |
| 4                   | 17 Septembrie                  | Rusia                      | Moscova             | Stadionul Dinamo         | 050.000    |
| 5                   | 20 septembrie                  | Polonia                    | Varșovia            | Aeroportul din Bemowo    | 120.000    |
| 6                   | 24 septembrie                  | Spania                     | Zaragoza            | La Romareda              | 045.000    |
| 7–9                 | 28, 30 septembrie, 2 octombrie | Țările de Jos              | Amsterdam           | Amsterdam Arena          | 050.000    |
| Africa              |                                |                            |                     |                          |            |
| 10                  | 7 octombrie                    | Tunisia                    | Tunis               | Stadionul El Menzah      | 060.000    |
| Asia                |                                |                            |                     |                          |            |
| 11–12               | 11, 13 octombrie               | Coreea de Sud              | Seul                | Olympiastadion           | 050.000    |
| 13                  | 18 octombrie                   | Taiwan                     | Taipeh              | Chungshan Soccer Stadium | 040.000    |
| 14                  | 20 octombrie                   | Taiwan                     | Kaoshiung           | Open Air Field           | 030.000    |
| 15                  | 18 octombrie                   | Taiwan                     | Taipeh              | Chungshan Soccer Stadium | 040.000    |
| 16                  | 25 octombrie                   | Singapore                  | Singapore           | Nationalstadion          | 035.000    |
| 17–18               | 27, 29 octombrie               | Malaysia                   | Kuala Lumpur        | Merdeka Stadion          | 040.000    |
| 19                  | 1 noiembrie                    | India                      | Mumbai              | Andheri Sports Complex   | 060.000    |
| 20                  | 5 noiembrie                    | Thailanda                  | Bangkok             | Muang .ong .ani          | 040.000    |
| Australia           |                                |                            |                     |                          |            |
| 21–22               | 9, 11 noiembrie                | Noua Zeelandă              | Auckland            | Ericsson Stadion         | 043.000    |
| 23–24               | 14, 16 noiembrie               | Australia                  | Sydney              | Sydney Cricket Ground    | 040.000    |
| 25                  | 19 noiembrie                   | Australia                  | Brisbane            | ANZ Stadium              | 040.000    |
| 26–27               | 22, 24 noiembrie               | Australia                  | Melbourne           | Melbourne Cricket Ground | 065.000    |
| 28                  | 26 noiembrie                   | Australia                  | Adelaide            | Adelaide Oval            | 030.000    |
| 29–31               | 30 noiembrie, 2, 4 decembrie   | Australia                  | Perth               | Burswood Dome            | 020.000    |
| Asia                |                                |                            |                     |                          |            |
| 32–33               | 8, 10 decembrie                | Filipine                   | Manila              | Asia World, Manila       | 055.000    |
| 34–37               | 12, 15, 17, 20 decembrie       | Japonia                    | Tokio               | Tokyo Dome               | 045.000    |
| 38–39               | 26, 28 decembrie               | Japonia                    | Fukuoka             | Fukuoka Dome             | 040.000    |
| 40                  | 31 decembrie                   | Brunei                     | Bandar Seri Begawan | Jerudong Park            | 040.000    |
| A Doua Etaoa (1997) |                                |                            |                     |                          |            |
| Statele Unite       |                                |                            |                     |                          |            |
| 41–42               | 3, 4 ianuarie                  | Statele Unite ale Americii | Honolulu, HI        | Aloha Stadium            | 035.000    |
| Europa              |                                |                            |                     |                          |            |
| 43                  | 31 mai                         | Germania                   | Bremen              | Weserstadion             | 055.000    |
| 44                  | 3 iunie                        | Germania                   | Köln                | Müngersdorfer Stadion    | 055.000    |
| 45                  | 6 iunie                        | Germania                   | Bremen              | Weserstadion             | 035.000    |
| 46–47               | 8, 10 iunie                    | Țările de Jos              | Amsterdam           | Amsterdam Arena          | 050.000    |
| 48                  | 13 iunie                       | Germania                   | Kiel                | Nordmarksportfeld        | 055.000    |
| 49                  | 15 iunie                       | Germania                   | Gelsenkirchen       | Parkstadion              | 050.000    |
| 50                  | 18 iunie                       | Italia                     | Mailand             | San Siro                 | 045.000    |
| 51                  | 20 iunie                       | Elveția                    | Lausanne            | La Pontaise Stadion      | 035.000    |
| 52                  | 22 iunie                       | Luxemburg                  | Bettemburg          | Krakelshaff              | 045.000    |
| 53                  | 25 iunie                       | Franța                     | Lyon                | Stade Gerland            | 025.000    |
| 54–55               | 27, 29 iunie                   | Franța                     | Paris               | Prinzenparkstadion       | 095.000    |
| 56                  | 2 iunie                        | Austria                    | Viena               | Ernst-Happel-Stadion     | 050.000    |
| 57–58               | 4, 6 iulie                     | Germania                   | München             | Olympiastadion           | 070.000    |
| 59                  | 9 iulie                        | Regatul Unit               | Sheffield           | Don Valley Stadium       | 045.000    |
| 60–62               | 12, 15, 17 iulie               | Regatul Unit               | Londra              | Wembley-Stadion          | 073.000    |
| 63                  | 19 iulie                       | Irlanda                    | Dublin              | Royal Dublin Society     | 040.000    |
| 64                  | 25 iulie                       | Elveția                    | Basel               | St. Jakob Stadion        | 055.000    |
| 65                  | 27 iulie                       | Franța                     | Nice                | Stade de l’Ouest         | 035.000    |
| 66                  | 1 august                       | Germania                   | Berlin              | Olympiastadion           | 087.000    |
| 67                  | 3 august                       | Germania                   | Leipzig             | Festwiese                | 060.000    |
| 68                  | 10 august                      | Germania                   | Hockenheim          | Hockenheimring           | 085.000    |
| 69                  | 14 august                      | Danemarca                  | Copenhaga           | Parken                   | 045.000    |
| 70                  | 16 august                      | Suedia                     | Göteborg            | Ullevi-Stadion           | 050.000    |
| 71                  | 19 august                      | Norvegia                   | Oslo                | Valle Hovin              | 034.000    |
| 72                  | 22 august                      | Estonia                    | Tallin              | Song Festival Grounds    | 075.000    |
| 73–74               | 24, 26 august                  | Finlanda                   | Helsinki            | Olympiastadion           | 050.000    |
| 75                  | 29 august                      | Danemarca                  | Copenhaga           | Parken                   | 050.000    |
| 76                  | 3 septembrie                   | Belgia                     | Oostende            | Hippodrome Wellington    | 055.000    |
| 77                  | 6 septembrie                   | Spania                     | Valladolid          | José-Zorrilla-Stadion    | 045.000    |
| Africa              |                                |                            |                     |                          |            |
| 78–79               | 4, 6 octombrie                 | Africa de Sud              | Kapstadt            | Green-Point-Stadion      | 035.000    |
| 80–81               | 10, 12 octombrie               | Africa de Sud              | Johannesburg        | Johannesburg Stadium     | 057.000    |
| 82                  | 15 octombrie                   | Africa de Sud              | Durban              | Kings Park Stadium       | 050.000    |